# Alkanna
Alkanna és un gènere de plantes amb flors dins la famíla Boraginaceae; conté unes 50 espècies i són plantes nadiues d'Europa, de la conca del Mediterrani (al centre de la qual és on hi ha més espècies) i d'Àsia occidental.
Als Països Catalans són espècies nadiues d'aquest gènere el boleng groc (Alkanna lutea) i el boleng roig (Alkanna tinctoria).

## Descripció
Són herbàcies perennes, decumbents, setosohíspides, amb pèls curts glandulífers i eglandulosos. Fulles enteres. Inflorescències ramificades amb forma de panícula o d'espiga. Flors actinomorfes, erectes, bracteades, pedicelades o subsèssils. Calze gamosèpal. Corol·la infundibuliforme blava, viola, vermellosa o groga. Fruit petri, en tetranúcula.

## Taxonomia
Gènere descrit per Ignaz Friedrich Tausch el 1824.
Etimologia
El nom Alkanna  prové de l'àrab al-hena, de la planta henna (Lawsonia inermis).

## Espècies acceptades
- Alkanna amana Rech.f.
- Alkanna areolata Boiss.
- Alkanna attilae P.H.Davis
- Alkanna aucheriana A.DC.
- Alkanna calliensis Heldr. ex Boiss.
- Alkanna cappadocica Boiss. & Balansa
- Alkanna confusa Rech.f.
- Alkanna corcyrensis Hayek
- Alkanna cordifolia C.Koch
- Alkanna froedinii Rech.f.
- Alkanna galilaea Boiss.
- Alkanna graeca Boiss. & Spruner
- Alkanna haussknechtii Bornm.
- Alkanna hirsutissima (Bertol.) A.DC.
- Alkanna hispida Huber-Morath
- Alkanna incana Boiss.
- Alkanna kotschyana A.DC.
- Alkanna leiocarpa Rech.f.
- Alkanna lutea DC. -
- Alkanna macrophylla Boiss. & Heldr.
- Alkanna macrosiphon Boiss. & Heldr.
- Alkanna maleolens Bornm.
- Alkanna megacarpa A.DC.
- Alkanna methanaea Hausskn.
- Alkanna noneiformis Griseb.
- Alkanna oreodoxa Huber-Morath
- Alkanna orientalis (L.) Boiss.
- Alkanna pamphylica Huber-Morath & Reese
- Alkanna pelia (Halácsy) Rech.f.
- Alkanna phrygia Bornm.
- Alkanna pinardii Boiss.
- Alkanna pindicola Hausskn.
- Alkanna prasinophylla Rech.f.
- Alkanna primuliflora Griseb.
- Alkanna pseudotinctoria Huber-Morath
- Alkanna pulmonaria Griseb.
- Alkanna punctulata Huber-Morath
- Alkanna sandwithii Rech.f.
- Alkanna sartoriana Boiss. & Heldr.
- Alkanna saxicola Huber-Morath
- Alkanna scardica Griseb.
- Alkanna shattuckia (Post) Post
- Alkanna sieberi DC.
- Alkanna sieheana Rech. fil.
- Alkanna stribrnyi Velen.
- Alkanna strigosa Boiss. & Hohen.
- Alkanna tinctoria (L.) Tausch - boleng roig
- Alkanna trichophila Huber-Morath
- Alkanna tubulosa Boiss.
- Alkanna verecunda Huber-Morath
- Alkanna viscidula Boiss.